# Episodi di Grantchester (settima stagione)
La settima stagione della serie televisiva Grantchester è composta da sei episodi.
| nº | Titolo originale | Titolo italiano | Prima TV Regno Unito | Prima TV Italia |
| -- | ---------------- | --------------- | -------------------- | --------------- |
| 1  | Episode 1        | Episodio 1      | 11 marzo 2022        | 3 gennaio 2023  |
| 2  | Episode 2        | Episodio 2      | 18 marzo 2022        | 3 gennaio 2023  |
| 3  | Episode 3        | Episodio 3      | 25 marzo 2022        | 10 gennaio 2023 |
| 4  | Episode 4        | Episodio 4      | 1º aprile 2022       | 10 gennaio 2023 |
| 5  | Episode 5        | Episodio 5      | 8 aprile 2022        | 17 gennaio 2023 |
| 6  | Episode 6        | Episodio 6      | 15 aprile 2022       | 17 gennaio 2023 |